# Командный чемпионат Европы по международным шашкам среди женщин 2016
Командный чемпионат Европы по международным шашкам среди женщин 2016 года  проходил со 2 по 6 октября в Таллине, Эстония одновременно с командным чемпионатом Европы среди мужчин в форматах классическая программа и молниеносная программа (блиц). Организаторы соревнований: EDC (Европейская конфедерация шашек) и FMJD (Всемирная федерация шашек).

## Регламент
Состав команды — 2 спортсменки. Соревнования проходили по круговой системе с контролем времени 1 час 20 минут + 1 минута на ход в классической программе и 5 минут + 3 секунды на ход в блице.
За победу игроку присваивалось 2 очка, за ничью — 1, за поражение 0 очков.
За победу в матче (счёт 4-0, 3-1) команде присваивалось 2 очка, за ничью (счёт 2-2) — 1 очко, за поражение 0 очков.

## Основная программа
Сборные России и Украины набрали по 12 очков и делили 1-2 места. Согласно регламенту, в этом случае всё решали дополнительные матчи (барражи) с укороченным контролем времени. Матч в быстрые шашки завершился вничью, победителя определил блиц. Многократная чемпионка мира Тамара Тансыккужина победила действующую чемпионку Европы Ольгу Балтажи и принесла сборной  России золотые медали.
| Место | Команда   | Очки матчей | Сумма очков всех игр | 1 | 2 | 3 | 4 | 5 | 6 | 7 | 8 |
| ----- | --------- | ----------- | -------------------- | - | - | - | - | - | - | - | - |
| 1     | Россия    | 12          | 22                   |   | 2 | 2 | 3 | 3 | 4 | 4 | 4 |
| 2     | Украина   | 12          | 21                   | 2 |   | 2 | 3 | 3 | 3 | 4 | 4 |
| 3     | Беларусь  | 9           | 17                   | 2 | 2 |   | 1 | 3 | 3 | 2 | 4 |
| 4     | Польша    | 8           | 15                   | 1 | 1 | 3 |   | 2 | 2 | 3 | 3 |
| 5     | Латвия    | 7           | 15                   | 1 | 1 | 1 | 2 |   | 3 | 4 | 3 |
| 6     | Литва     | 4           | 10                   | 0 | 1 | 1 | 2 | 1 |   | 2 | 3 |
| 7     | Эстония-2 | 9           | 11                   | 0 | 0 | 2 | 1 | 0 | 2 |   | 4 |
| 8     | Эстония   | 0           | 3                    | 0 | 0 | 0 | 1 | 1 | 1 | 0 |   |

### Составы команд
Россия — Айгуль Идрисова, Тамара Тансыккужина
Украина — Виктория Мотричко, Ольга Балтажи
Беларусь — Ольга Федорович, Дарья Федорович
Польша — Наталья Садовская, Арлета Флисиковска
Латвия — Елена Чеснокова, Мария Коледа
Литва — Ромуальда Шидлаускене, Лайма Адлите
Эстония — Марика Азоян, Анита Сеппа-Коммесаар
Эстония-2 — Пирет Виирма, Каари Вайнонен, Аннели Треэс, Йоанна Силд

## Блиц
| Место | Команда   | Очки матчей | Сумма очков всех игр |
| ----- | --------- | ----------- | -------------------- |
| 1     | Польша    | 10          | 18                   |
| 2     | Украина   | 8           | 16                   |
| 3     | Латвия    | 7           | 14                   |
| 4     | Беларусь  | 7           | 12                   |
| 5     | Эстония-2 | 5           | 10                   |
| 6     | Литва     | 4           | 10                   |
| 7     | Эстония   | 1           | 4                    |

### Составы команд
Польша — Наталья Садовская, Арлета Флисиковска
Украина — Виктория Мотричко, Ольга Балтажи
Латвия — Елена Чеснокова, Мария Коледа
Беларусь — Ольга Федорович, Дарья Федорович
Эстония-2 — Пирет Виирма, Каари Вайнонен
Литва — Ромуальда Шидлаускене, Лайма Адлите
Эстония — Йоанна Силд, Аннели Треэс